# 宇宙學年表
宇宙學年表是人類在過去兩千多年來對於宇宙認識的發展記錄。現代宇宙學的思想遵循科學學科物理宇宙學的發展。

## 歷程
- 約公元前16世紀-美索不達米亞宇宙學認為地球是平坦的圓形土地，周圍是宇宙海洋[1]。
- 約公元前12世紀-梨俱吠陀紀錄一些宇宙讚美詩，特別是《Nasadiya Sukta》描述的宇宙起源，起源於伊拉尼亞伽巴一元論或“金蛋”。
- 公元前6世紀-巴比倫世界地圖顯示地球被宇宙海洋與七座個島嶼包圍。
- 公元前4世紀-亞里士多德提出以地球為中心的宇宙觀，其中地球是靜止的，宇宙的範圍有限，時間為無限。
- 公元前3世紀-薩莫斯阿里斯塔克斯提出以太陽為中心的宇宙觀[2]。
- 公元前3世紀-阿基米德在他的《沙计算手册》（The Sand Reckoner）中估計宇宙的直徑。
- 公元前2世紀-塞琉西亞的塞琉古進一步闡述阿里斯塔克斯日心宇宙觀，並使用潮汐現象來解釋日心說[3][4][5]。
- 公元2世紀-托勒密提出地心宇宙觀，認為太陽、月球和行星都圍繞地球旋轉[6]。
- 5至11世紀-幾位天文學家提出以太陽為中心的宇宙觀，包括阿耶波多、阿布·马谢尔與Abu Sa'id Ahmed ibn Mohammed ibn Abd Jalil Sijzi等人[7]。
- 6世紀-約翰·斐罗庞努士提出宇宙為有限的時間，並反對古希臘無限宇宙概念。
- 約8世紀-印度教宇宙觀認為宇宙經歷創造、毀滅與重生反复循環，每個循環持續43億2千萬年。
- 9至12世紀-肯迪、薩迪亞翁（薩蒂婭本·約瑟夫）與安薩里認為宇宙有一個有限的過去，並發展邏輯論來反對無限過去的概念。
- 964-波斯天文學家阿卜杜勒-拉赫曼·蘇菲首度觀測仙女座星系與大麥哲倫雲，是人類首個從地球觀察的星系。
- 12世紀-法赫鲁丁·拉齐（Fakhr al-Din al-Razi）討論伊斯蘭宇宙學，拒絕亞里士多德的地心思想[8]。
- 13世紀-納西爾丁·圖西提出地球自轉軸心的觀察研究。
- 13世紀-納賀蒙尼德認為宇宙正在擴張，並擁有十個維度。
- 15世紀-Ali Qushji提出地球自轉證據，反對亞里士多德及托勒密的地球靜止理論[9][10][11]。
- 15至16世紀-Nilakantha Somayaji和第谷·布拉赫提出行星圍繞太陽公轉，而太陽圍繞地球公轉理論[12][13][14] 。
- 1543年-哥白尼於《天體運行論》中發表日心宇宙觀[15]。
- 1576年-托馬斯·迪格斯修改哥白尼體系通過刪除其外緣和更換的邊緣與明星充滿無限空間
- 1584年-焦爾達諾·布魯諾提出一種非等級的宇宙論，認為哥白尼的太陽系不是宇宙中心，而是無限恆星系統中相對較小的一個。
- 1610年-開普勒藉由黑暗夜空爭論來描述有限宇宙觀。
- 1687年-艾薩克·牛頓爵士出版《自然哲學的數學原理》描述宇宙天體運動[16]。
- 1720年-埃德蒙·哈雷提出早期奧伯斯佯謬問題。
- 1744年-讓-菲利普·契蘇（Jean-Philippe de Cheseaux）提出早期奧伯斯佯謬問題。
- 1755年-伊曼努爾·康德斷言星雲與星系不同，認為星系位於銀河系以外，他稱為宇宙島。
- 1791年-伊拉斯謨斯·達爾文在他的詩中提出宇宙週期性擴張與收縮。
- 1826年-海因里希·奧伯斯提出奧伯斯佯謬[17]。
- 1848年-愛倫坡首先於《尤里卡：散文詩》中提出奧伯斯佯謬的解答，提出宇宙膨脹及崩潰假說。
- 1905年-阿爾伯特·愛因斯坦發表狹義相對論[18]，並主張空間和時間是無法分開的連續體。
- 1915年-阿爾伯特·愛因斯坦發表廣義相對論，顯示能量密度扭曲時空。
- 1917年-威廉·德西特導出各向同性的靜態宇宙學，並無物質與正宇宙常數，認為是空宇宙大幅擴張，稱為德西特宇宙[19]。
- 1920年-哈羅·沙普利與希伯·柯蒂斯在史密森尼學會爭辯螺旋星系距離[20]。
- 1921年-美國國家研究委員會（NRC）發布沙普利-柯蒂斯之爭文章。
- 1922年-維斯托·斯萊弗針對螺旋星系的系統性紅位移提出總結。
- 1922年-亞歷山大·弗里德曼找到一個愛因斯坦場方程解，顯示宇宙正在膨胀[21]。
- 1923年-埃德溫·哈勃測量數個鄰近螺旋星系的距離，包含仙女座星系（M31）、三角座星系（M33）與NGC 6822。因為這些星系距離遠超出銀河系，暗示宇宙由成千上萬的星系組成。
- 1927年-喬治·勒梅特討論由愛因斯坦場方程創造膨脹宇宙理論。他從的愛因斯坦方程解決方案中預測距離與紅位移關係。
- 1928年-霍華德·珀西·羅伯遜簡略的提到維斯托·斯萊弗的紅位移測量，並結合星系的亮度測量顯示紅位移-距離關係
- 1929年-埃德溫·哈勃證明紅位移與天體距離之間的關係，顯示宇宙正在膨脹[22] 。
- 1933年-愛德華·亞瑟·米爾恩發展宇宙學原理。
- 1933年-弗里茨·兹威基提出后髮座星系團含有大量暗物質[23][24]。該結果與現代測量結果類似，但是1970年代前都遭到主流學界忽略。
- 1934年-喬治·勒梅特認為宇宙常數為真空能量來自不尋常的理想流體狀態。
- 1938年-保羅·狄拉克提出引力常數可能很小的假設，因為它隨時間緩慢下降。
- 1948年-拉爾夫·阿爾菲、漢斯·貝特及喬治·伽莫夫研究宇宙元素合成[25]。
- 1948年-赫爾曼·邦迪、湯馬士·戈爾德和弗雷德·霍伊爾提出穩態理論。
- 1948年-喬治·伽莫夫預言宇宙微波背景輻射的存在。
- 1950年-弗雷德·霍伊爾首次使用“大爆炸”這個名詞，目的是突顯穩態模型與其之間的區別[26][27][28]。
- 1961年-羅伯特·迪克認為以碳為基礎的生命只能在引力很小時誕生，因為這時恆星才能存在於宇宙中。弱人擇原理第一次被提出。
- 1965年-漢內斯·阿爾文提出等離子體宇宙學來解釋重子不對稱性，並支持無限宇宙理論。
- 1965年-馬丁·里斯和丹尼斯·西阿瑪分析類星體源數據，發現類星體密度隨著紅位移增加。
- 1965年-阿诺·彭齐亚斯和羅伯特·威爾遜在貝爾實驗室發現2.7K微波背景輻射[29][30]，並獲得1978年諾貝爾物理獎。羅伯特·迪克、詹姆斯·皮布爾斯、彼得·羅爾和大衛·托德·威爾金森解釋為宇宙大爆炸遺跡。
- 1966年-斯蒂芬·霍金和喬治·埃利斯表示廣義相對論認為大爆炸發生以前，字宙的初始狀態為是重力奇異點。
- 1966年-詹姆斯·皮布爾斯預言正確大爆炸的氦豐度。
- 1967年-安德烈·萨哈罗夫提出重子生成問題，認為反重子與重子具有不對稱性。
- 1967年-約翰·巴考、沃爾瑪·薩金特和馬騰·施密特測量3C 191分裂譜線精細結構，從而顯示精細結構常數隨時間變化情形不明顯。
- 1967年-羅伯特·瓦格納、威廉·福勒和霍伊爾預言大爆炸正確的氘和鋰豐度。
- 1968年-布蘭登·卡特推測大自然的基本常數必須位於一個受限制的範圍內，才能允許生命出現。強人擇原理第一次被提出
- 1969年-Charles W. Misner正式提出視界問題。
- 1969年-羅伯特·迪克正式提出平坦宇宙問題[31]。
- 1970年-維拉·魯賓及肯特·福特測量螺旋星系旋轉曲線半徑較原先估計更大，證明大量暗物質存在於宇宙中。
- 1973年-愛德華·特賴恩提出宇宙可能是大規模量子力學量子漲落，正質能與負的重力勢能達成平衡。
- 1976年-Alex Shlyakhter藉由奧克洛史前天然核裂變反應堆提出自然界存在持續20億年的天然核裂變。
- 1977年-加里·斯泰格曼、大衛·施拉姆和詹姆斯·岡恩檢查原始氦豐度和中微子數量之間的關係。
- 1980年-阿兰·古斯[32][33]與斯塔罗宾斯基（Alexei Starobinsky）各自獨立提出宇宙暴漲理論。
- 1981年-Viacheslav Mukhanov與G·Chibisov提出量子波動可能導致宇宙大尺度結構出現。
- 1982年-第一個CfA星系紅位移巡天完成。
- 1982年-詹姆斯·皮布爾斯、理查德·邦德與喬治·布盧門撒爾等人提出宇宙由冷暗物質所主宰。
- 1983年至1987年-戴維斯、Efstathiou、弗倫克與懷特首次使用電腦模擬宇宙結構形成。結果表明冷暗物質與觀測結果相吻合。
- 1988年-CFA2紅位移巡天發現CfA2長城[34]。
- 1988年-銀河系大規模測量提出巨引源存在證據。
- 1990年-宇宙背景探測者確認宇宙微波背景輻射具有黑體光譜。
- 1992年-宇宙背景探測者進一步發現非常小的各向異性宇宙微波背景，提供宇宙誕生38萬年後的照片。
- 1998年-超新星宇宙學計畫及高紅移超新星搜索隊經由Ia型超新星發現宇宙加速膨脹，提出宇宙常數並非為零的直接證據。
- 1999年-宇宙背景探測者測量與毫米波段氣球觀天計畫提供各向異性宇宙微波證據，表明宇宙的幾何形狀接近平坦。
- 2001年-澳大利亞/英國團隊在2度視場星系紅移巡天觀測顯示物質密度接近臨界密度25％，提出宇宙學數或類似暗能量證據。
- 2003年-威爾金森微波各向異性探測器（WMAP）得到全天空詳細的宇宙微波背景輻射圖片，顯示宇宙為137億歲（誤差百分之一），與ΛCDM模型、宇宙膨脹密度波動預測一致[35]。
- 2003年-史隆數位巡天發現史隆長城[36]。
- 2004年-度角尺度干涉儀（DASI）首先獲得宇宙微波背景輻射E模式偏振光譜。
- 2005年-斯隆數字巡天（SDSS）和2DF紅移測量檢測到的星系分佈重子聲學振盪。
- 2006年-威爾金森微波各向異性探測器結果公佈，進一步確認標準的平坦模型－宇宙常數－冷暗物質模型。
- 2014年-BICEP2科學家團隊宣佈在B模功率譜探測到宇宙暴脹產生的重力波[37][38][39][40][41]。